# 学院南路街道
学院南路街道，是中华人民共和国河北省唐山市路南区下辖的一个乡镇级行政单位。

## 行政区划
学院南路街道下辖以下地区：
立新东楼社区、西新楼社区、立新西里社区、双新二社区、双新四社区、双新东里社区、赵开楼社区、国防楼社区和偏坡联合社区。